# Красивая (деревня)
Красивая — деревня в Ишимском районе Тюменской области России. Входит в состав Первопесьяновского сельского поселения.

## География
Расположена в 8 км (по прямой) к северо-западу от центра сельского поселения поселка Заозёрный.

## История
Возникла как ферма №1 совхоза «Песьяновский».

## Население
| 2010 |
| ---- |
| 5    |

Согласно результатам переписи 2002 года, в национальной структуре населения русские составляли 75 % из 8 чел.